# Marija Konstantinowna Pirogowa
Marija Konstantinowna Pirogowa (russisch Мария Константиновна Пирогова, wiss. Transliteration Marija Konstantinovna Pirogova; * 12. Januar 1990 in Moskau, RSFSR, Sowjetunion) ist eine russische Schauspielerin.

## Leben
Pirogowa wurde am 12. Januar 1990 in Moskau geboren. 2011 machte sie ihren Schauspielabschluss am Boris Shchukin Theatre Institute und wirkte danach am Puppentheater von Sergei Wladimirowitsch Obraszow mit. Bereits einige Jahre zuvor sammelte sie in Fernsehserien in kleineren Rollen erste schauspielerische Erfahrungen. Nach ihrem Abschluss erhielt sie 2011 in den Fernsehserien Interny und Tovarishchi politseyskie wiederkehrende, größere Rollen. 2013 verkörperte sie in drei Episoden der Fernsehserie Night Swallows die Rolle der Pilotin Lt. Ulyana Solyshko. Im selben Jahr übernahm sie die Hauptrolle der Dascha im Film Dark World 2 – Equilibrium, der auch in Deutschland erschien. Später folgten Besetzungen als Episodendarstellerin in verschiedenen Fernsehserien und Filmproduktionen.

## Filmografie (Auswahl)
- 2006: Zakon i poryadok: Prestupnyi umysel (Равновесие, Fernsehserie, Episode 3x08)
- 2011: Interny (Interny/Интерны, Fernsehserie, 7 Episoden)
- 2011: Tovarishchi politseyskie (Товарищи полицейские, Fernsehserie, 8 Episoden)
- 2013: Night Swallows (Nochnye lastochki/Ночные ласточки, Fernsehserie, 3 Episoden)
- 2013: Dark World 2 – Equilibrium (Tjomny mir: Rawnowessije/Равновесие)
- 2014: Tiger Trail (Sled tigra/След тигра, Fernsehfilm)
- 2021: The Closer 5 (Ishcheyka 5/Ищейка 5, Miniserie, Episode 1x01)
- 2021: Snegurochka protiv vsekh (Снегурочка против всех)